# Glenea craengiana
Glenea craengiana là một loài bọ cánh cứng trong họ Cerambycidae.